# Bentley Java
Bentley Java – samochód osobowy klasy luksusowej produkowany pod brytyjską marką Bentley latach 1994 – 1996.

## Historia i opis modelu
Podczas międzynarodowych targów samochodowych Geneva Motor Show w marcu 1994 roku Bentley przedstawił studyjną wariację na temat nowego luksusowego modelu w postaci prototypu Bentley Java Concept. Samochód powstał w celach demonstracyjnych, pierwotnie bez planów wykroczenia poza fazę studyjną. Zmianie uległo to jednak z inicjatywy sułtana Brunei, najważniejszego wówczas klienta brytyjskiej firmy. Hassanal Bolkiah widząc Javę na stoisku Bentleya na szwajcarskiej wystawie złożył zamówienie na serię własnych egzemplarzy w różnych wariantach kolorystycznych oraz nadwoziowych. Do budowy przystąpiono jeszcze w 1994 roku.
Seryjny Bentley Java wizualnie nie różnił się studium, którego projekt stylistyczny opracował brytyjski projektant Graham Hull. Samochód utrzymano w typowym dla brytyjskiej firmy nurcie, z foremną, klasyczną sylwetką z dużą ilością chromowanych ozdobników i masywną, chromowaną atrapą chłodnicy. Charakterystycznym detalem były nie okrągłe i nie prostokątne, lecz agresywnie ukształtowane, strzeliste reflektory odróżniające Javę od innych modeli Bentleya w latach 90.
Jako bazę techniczną dla Bentleya Java wykorzystano płytę podłogową BMW serii 5 (E39) dzięki prowadzonej w połowie lat 90. kompleksowe współpracy z niemiecką firmą. W czasie gdy prototyp napędzany był przez 3,5 litrowe podwójnie turbodoładowane V8, tak produkcyjny model wykorzystał inny silnik BMW w postaci 4-litrowego V8. Podobnie jak inny specjalny model Phoenix opracowany dla sułtana Brunei, także i Bentley Java powstał w trzech wariantach nadwoziowych: jako 2-drzwiowe coupé, 2-drzwiowy kabriolet z miękkim składanym dachem oraz nietypowe dla brytyjskiej firmy, 5-drzwiowe kombi charakteryzujące się skróconym rozstawem osi. Była to kluczowa różnica w stosunku do prototypu, który powstał tylko jako 2-drzwiowe coupé-kabriolet z twardym składanym dachem.

### Sprzedaż
Bentley Java powstał na wyłączne zamówienie sułtana Brunei, będąc jednocześnie jednym z najliczniej wyprodukowanych specjalnych modeli brytyjskiej firmy w połowie lat 90. XX. W zakładach produkcyjnych MGA Developments w brytyjskim Coventry powstało łącznie 18 sztuk unikatowego modelu, po 6 na każdy z wariantów nadwoziowych i wyróżniając się różnymi kolorami lakieru. Java wytwarzany był przez 2 lata, między 1994 a 1996 rokiem, trafiając po ukończeniu transportem lotniczym do magazynu kolekcji monarchy Brunei.

### Silnik
- V8 4,0l BMW